# Isländischer Fußballpokal der Männer 2023
Der isländische Fußballpokal 2023 war die 64. Austragung des isländischen Pokalwettbewerbs der Männer. Pokalsieger wurde Titelverteidiger Víkingur Reykjavík. Da sich der Sieger bereits für einen europäischen Wettbewerb qualifizierte, ging der Platz für die Conference League 2024/25 an den Liganächsten.

## Modus
Die Begegnungen wurden in einem Spiel ausgetragen. In den ersten zwei Runden nahmen Vereine ab der zweiten Liga abwärts teil. Die Vereine der ersten Liga stiegen erst in der 3. Runde ein. Bei unentschiedenem Ausgang wurde das Spiel zunächst verlängert und gegebenenfalls durch Elfmeterschießen entschieden.

## 1. Runde
| Datum      |                             | Ergebnis              |                     |
| ---------- | --------------------------- | --------------------- | ------------------- |
| 22.03.2023 | Elliði Reykjavík            | 0:1                   | Árborg Selfoss      |
| 30.03.2023 | Vængir Júpiters             | 4:4 n. V. (5:6 i. E.) | KH Hlíðarendi       |
| 31.03.2023 | þróttur Reykjavík           | 18:00                 | UMF Stokkseyri      |
| 31.03.2023 | UMF Selfoss                 | 7:1                   | KFB Álftanes        |
| 31.03.2023 | Berserkir Reykjavík         | 1:2                   | Smári Kópavogur     |
| 31.03.2023 | KFG Garðabær                | 7:0                   | Hafnir Keflavík     |
| 31.03.2023 | KB Breiðholts               | 2:4                   | Kría Seltjarnarnes  |
| 31.03.2023 | Úlfarnir Reykjavík          | 1:3                   | UMF Þróttur Vogar   |
| 31.03.2023 | Hvíti riddarinn Mosfellsbær | 3:2                   | GG Grindavík        |
| 31.03.2023 | Kári Akranes                | 5:0                   | Léttir Reykjavík    |
| 31.03.2023 | RB Keflavík                 | 5:3 n. V.             | Álafoss Mosfellsbær |
| 01.04.2023 | Ýmir Kópavogur              | 1:2                   | KFS Vestmannaeyja   |
| 01.04.2023 | Reynir Hellissandur         | 1:7                   | KF Kópavogur        |
| 01.04.2023 | UMF Njarðvík                | 4:0                   | Hörður Isafjörður   |
| 01.04.2023 | FC Árbær                    | 2:1                   | UMF Víkingur        |
| 01.04.2023 | Haukar Hafnarfjörður        | 2:3                   | Víðir Garði         |
| 01.04.2023 | Hamrarnir Akureyri          | 2:7                   | UMF Tindastóll      |
| 01.04.2023 | Magni Grenivík              | 4:0                   | UMF Samherjar       |
| 02.04.2023 | ÍB Uppsveitir               | 7:0                   | Hamar Hveragerði    |
| 02.04.2023 | ÍR Reykjavik                | 0:1                   | ÍH Hafnarfjörður    |
| 02.04.2023 | Reynir Sandgerði            | 1:2                   | Ægir þorlákshöfn    |
| 02.04.2023 | KÁ Ásvellir                 | 4:4 n. V. (2:1 i. E.) | UMF Kormákur/Hvöt   |
| 02.04.2023 | SR Reykjavik                | 1:5                   | Augnablik Kópavogur |
| 02.04.2023 | UMF Skallagrímur            | 2:3                   | KF Rangæinga        |
| 02.04.2023 | KF Vesturbæjar              | 17:00                 | Afríka Reykjavík    |

## 2. Runde
| Datum      |                     | Ergebnis  |                             |
| ---------- | ------------------- | --------- | --------------------------- |
| 06.04.2023 | Árborg Selfoss      | 1:3       | Kári Akranes                |
| 06.04.2023 | ÍF Grótta           | 1:0       | ÍF Vestri                   |
| 06.04.2023 | UMF Afturelding     | 0:1       | UMF Grindavík               |
| 06.04.2023 | KF Austfjarða       | 7:1       | KS Spyrnir                  |
| 06.04.2023 | ÍF Framherjar       | 0:5       | þróttur Reykjavík           |
| 06.04.2023 | þór Akureyri        | 6:0       | KS Fjallabyggðar            |
| 08.04.2023 | UMF Sindri Höfn     | 4:3 n. V. | ÍF Huginn/Höttur            |
| 08.04.2023 | KF Rangæinga        | 0:1 n. V. | KH Hlíðarendi               |
| 08.04.2023 | Augnablik Kópavogur | 2:3       | UMF Njarðvík                |
| 08.04.2023 | KFG Garðabær        | 3:2       | ÍH Hafnarfjörður            |
| 08.04.2023 | UMF Þróttur Vogar   | 2:0       | KF Vesturbæjar              |
| 08.04.2023 | KF Kópavogur        | 0:8       | UMF Selfoss                 |
| 08.04.2023 | RB Keflavík         | 3:2       | Hvíti riddarinn Mosfellsbær |
| 08.04.2023 | Leiknir Reykjavík   | 2:0       | FC Árbær                    |
| 08.04.2023 | Völsungur Húsavík   | 0:1       | Magni Grenivík              |
| 08.04.2023 | ÍA Akranes          | 3:0       | Víðir Garði                 |
| 08.04.2023 | KS Dalvík/Reynir    | 2:1       | UMF Tindastóll              |
| 08.04.2023 | Smári Kópavogur     | 1:6       | Ægir þorlákshöfn            |
| 08.04.2023 | ÍB Uppsveitir       | 4:3       | KÁ Ásvellir                 |
| 11.04.2023 | Kría Seltjarnarnes  | 00:10     | Fjölnir Reykjavík           |

## 3. Runde
Teilnehmer: Die 20 Sieger der 2. Runde und die 12 Mannschaften der Besta deild 2023.
| Datum      |                    | Ergebnis              |                      |
| ---------- | ------------------ | --------------------- | -------------------- |
| 19.04.2023 | UMF Stjarnan       | 1:0 n. V.             | ÍBV Vestmannaeyjar   |
| 19.04.2023 | KA Akureyri        | 5:0                   | ÍB Uppsveitir        |
| 19.04.2023 | KR Reykjavík       | 3:0                   | UMF Þróttur Vogar    |
| 19.04.2023 | Leiknir Reykjavík  | 1:0                   | UMF Selfoss          |
| 19.04.2023 | Fjölnir Reykjavík  | 0:2                   | Breiðablik Kópavogur |
| 19.04.2023 | Fram Reykjavík     | 2:3                   | þróttur Reykjavík    |
| 19.04.2023 | Valur Reykjavík    | 4:1                   | RB Keflavík          |
| 19.04.2023 | Keflavík ÍF        | 1:0 n. V.             | ÍA Akranes           |
| 20.04.2023 | UMF Njarðvík       | 4:1                   | KF Austfjarða        |
| 20.04.2023 | Ægir þorlákshöfn   | 1:3                   | FH Hafnarfjörður     |
| 20.04.2023 | UMF Grindavík      | 2:1                   | KS Dalvík/Reynir     |
| 20.04.2023 | Víkingur Reykjavík | 6:2                   | Magni Grenivík       |
| 20.04.2023 | Kári Akranes       | 1:1 n. V. (2:4 i. E.) | þór Akureyri         |
| 20.04.2023 | UMF Sindri Höfn    | 2:4                   | Fylkir Reykjavík     |
| 20.04.2023 | HK Kópavogur       | 5:0                   | KFG Garðabær         |
| 20.04.2023 | ÍF Grótta          | 4:3                   | KH Hlíðarendi        |

## Achtelfinale
| Datum      |                    | Ergebnis |                      |
| ---------- | ------------------ | -------- | -------------------- |
| 16.05.2023 | þór Akureyri       | 3:1      | Leiknir Reykjavík    |
| 17.05.2023 | FH Hafnarfjörður   | 2:1      | UMF Njarðvík         |
| 18.05.2023 | UMF Stjarnan       | 4:0      | Keflavík ÍF          |
| 18.05.2023 | Valur Reykjavík    | 1:3      | UMF Grindavík        |
| 18.05.2023 | þróttur Reykjavík  | 0:3      | Breiðablik Kópavogur |
| 18.05.2023 | Víkingur Reykjavík | 2:1      | ÍF Grótta            |
| 18.05.2023 | HK Kópavogur       | 1:3      | KA Akureyri          |
| 18.05.2023 | Fylkir Reykjavík   | 3:4      | KR Reykjavík         |

## Viertelfinale
| Datum      |                      | Ergebnis |                    |
| ---------- | -------------------- | -------- | ------------------ |
| 05.06.2023 | þór Akureyri         | 1:2      | Víkingur Reykjavík |
| 05.06.2023 | Breiðablik Kópavogur | 3:1      | FH Hafnarfjörður   |
| 06.06.2023 | KA Akureyri          | 2:1      | UMF Grindavík      |
| 06.06.2023 | KR Reykjavík         | 2:1      | UMF Stjarnan       |

## Halbfinale
| Datum      |                    | Ergebnis              |                      |
| ---------- | ------------------ | --------------------- | -------------------- |
| 04.07.2023 | KA Akureyri        | 3:3 n. V. (3:1 i. E.) | Breiðablik Kópavogur |
| 16.08.2023 | Víkingur Reykjavík | 4:1                   | KR Reykjavík         |

## Finale
| Paarung            | Víkingur Reykjavík – KA Akureyri |
| Ergebnis           | 3:1 (1:0) |
| Datum              | 16. September 2023 |
| Stadion            | Laugardalsvöllur, Reykjavík |
| Zuschauer          | 3.845 |
| Schiedsrichter     | Helgi Mikael Jónasson |
| Tore               | 1:0 Matthías Vilhjálmsson (38.) 2:0 Aron Elís Þrándarson (72.) 2:1 Ívar Örn Árnason (82.) 3:1 Ingvar Jónsson (84.) |
| Víkingur Reykjavík | þórður Ingason – Davíð Örn Atlason (90. Gísli Gottskálk Þórðarson), Matthías Vilhjálmsson, Peter Oliver Ekroth, Gunnar Vatnhamar – Pablo Punyed (46. Viktor Örlygur Andrason), Aron Elís Þrándarson – Erlingur Agnarsson, Birnir Snær Ingason (83. Ari Sigurpálsson) – Danijel Dejan Duric, Nikolaj Andreas Hansen . Cheftrainer: Arnar Bergmann Gunnlaugsson |
| KA Akureyri        | Kristijan Jajalo – Hallgrímur Mar Steingrímsson, Dušan Brković, Rodrigo Gómez Mateo, Ívar Örn Árnason – Daníel Hafsteinsson, Sveinn Margeir Hauksson – Jóan Símun Edmundsson, Harley Bryn Willard (79. Jakob Snær Árnason), Hrannar Björn Steingrímsson – Elfar Árni Aðalsteinsson (70. Ásgeir Sigurgeirsson) Cheftrainer: Hallgrímur Jónasson                |
| Gelbe Karten       | Birnir Snær Ingason – Dušan Brković, Rodrigo Gómez Mateo, Ívar Örn Árnason, Jóan Símun Edmundsson |